# Communauté de communes de la Vallée du Jabron
La communauté de communes de la Vallée du Jabron est une communauté de communes, interdépartementale et interrégionale française, située dans le département des Alpes-de-Haute-Provence en région Provence-Alpes-Côte d'Azur, et dans le département de la Drôme en région Auvergne-Rhône-Alpes.

## Historique
La communauté de communes de la Vallée du Jabron est créée en 2002.
Le schéma départemental de coopération intercommunale (SDCI) de 2011 prévoyait la fusion avec les communautés de communes du Sisteronais et de La Motte-du-Caire - Turriers. Cette fusion n'a pas abouti ; par ailleurs, un amendement proposait le maintien de la communauté de communes de la Vallée du Jabron.
La loi no 2015-991 du 7 août 2015 portant nouvelle organisation territoriale de la République, dite « loi NOTRe », impose aux établissements publics de coopération intercommunale à fiscalité propre une population supérieure à 15 000 habitants, avec des dérogations, sans pour autant descendre en dessous de 5 000 habitants. Avec une population municipale de 1 506 habitants en 2012, la communauté de communes de la Vallée du Jabron ne peut pas se maintenir. La première version du SDCI des Alpes-de-Haute-Provence faisant suite à la loi NOTRe, dévoilé en octobre 2015, proposait la fusion avec la communauté de communes Lure-Vançon-Durance. L'ensemble, dénommé « pôle Jabron-Lure », est acté sans vote lors de la commission départementale de coopération intercommunale du 21 mars 2016, préfigurant l'adoption de la deuxième version du SDCI le 25 mars.
La communauté de communes fusionnée prend le nom de « communauté de communes Jabron Lure Vançon Durance » par l'arrêté préfectoral du 13 décembre 2016, avec effet au 1er janvier 2017.

## Territoire communautaire

### Géographie
La communauté de communes de la Vallée du Jabron est située au nord-ouest du département des Alpes-de-Haute-Provence, dans l'arrondissement de Forcalquier (la commune de Montfroc est située quant à elle dans l'arrondissement de Nyons). Ses communes sont rattachées au bassin de vie de Sisteron, à l'exception de la commune des Omergues, qui dépend du bassin de vie de Sault, dans le Vaucluse.

### Composition
La communauté de communes contenait les communes de Bevons, Châteauneuf-Miravail, Curel, Montfroc, Noyers-sur-Jabron, Les Omergues, Saint-Vincent-sur-Jabron et Valbelle.

### Démographie
| 1968 | 1975 | 1982 | 1990 | 1999  | 2008  | 2013  |
| ---- | ---- | ---- | ---- | ----- | ----- | ----- |
| 823  | 766  | 871  | 943  | 1 156 | 1 321 | 1 534 |

## Administration

### Siège
Le siège de la communauté de communes est situé à Noyers-sur-Jabron.

### Les élus
La communauté de communes est gérée par un conseil communautaire composé de membres représentant chacune des communes membres et élus jusqu'à la disparition de la structure intercommunale.

### Présidence
En 2014, le conseil communautaire a élu son président, Alain Coste (maire des Omergues), et désigné ses quatre vice-présidents qui sont : Annick Latil, Michel Watt, Anne Maddalon et Marie-Claude Bucher.

### Compétences
L'intercommunalité exerce des compétences qui lui sont déléguées par les communes membres :
- développement économique ;
- aménagement de l'espace ;
- environnement et cadre de vie ;
- infrastructures ;
- sanitaire et social ;
- développement et aménagement social et culturel ;
- tourisme.

### Régime fiscal et budget
La communauté de communes applique la fiscalité additionnelle.
- Total des produits de fonctionnement : 413 000 euros, soit 293 euros par habitant
- Total des ressources d’investissement : 129 000 euros, soit 92 euros par habitant
- Endettement : 126 000 euros, soit 89 euros par habitant[8].